# Anderssonskans Kalle (film, 1972)
Anderssonskans Kalle är en svensk komedifilm från 1972 i regi av Arne Stivell.

## Handling
Anderssonskans Kalle är en pojke som bor på Söder i Stockholm och han älskar att busa. Hans ofta drabbade offer är polisen Jonsson och grannarna Pilgrenskan och Bobergskan.

## Om filmen
Som förlaga har man en mycket fri i tolkning av Emil Norlanders ungdomsroman Anderssonskans Kalle som gavs ut 1901.
Filmen premiärvisades 1 december 1972. Den spelades in på Söder Mälarstrand, Yttersta Tvärgränd, Riddarfjärden, Nybrokajen, Gamla stan och Nytorget i Stockholm.

## Roller (i urval)
Källa: 
- Tord Tjädersten - Kalle Andersson
- Sickan Carlsson - Anderssonskan, Kalles mamma
- Sten-Åke Cederhök - poliskonstapel Jonsson
- Britta Holmberg - Pilgrenskan
- Chris Wahlström - Bobergskan
- Gunnel Wadner - Lövdahlskan
- Meta Velander - föreståndarinnan på kolonin
- Laila Westersund - Lilly, husan på kolonin
- Agneta Lindén - Majken, Kalles syster
- Gösta Krantz - direktör Steinhardt
- Peter Ridder - Gustaf Persson, Majkens fästman
- Gus Dahlström - överkonstapel Möller i Gamla stan
- Börje Nyberg - Johansson, skogvaktare
- John Harryson - direktör för Cirkus Oldenburg
- Per-Axel Arosenius - kapten på skärgårdsbåten Ejdern
- Jan Olof Danielsson - Stubben
- Rolf Demander - Grönsakshandlar-biträde
- Stig Johanson - Grönsakshandlare
- Lars Lennartsson - Berner
- Christer Lindgren - Berra
- Bo Persson - Polis
- Stellan Skantz - Lärare
- Göran Wedsberg - Nörd
- Erik Zetterström  - Magister
- Gunnar Westerholm - utlöpare

## Filmmusik i urval
Källa: 
- Den blomstertid nu kommer, text 1694 Israel Kolmodin, text 1819 Johan Olof Wallin
- Käcka pojkar (marsch), kompositör Josef Blomquist, framförs instrumentalt av en blåsorkester, dirigerad av Charles Redland.
- Lykken er slet ikke det som du tror (Inga stora bevingade ord), kompositör Svend Madsen, svensk text Yngve Ågren, instrumental.
- Tangokavaljeren (Jag viskar dig ömt om vackra drömmar som jag drömt), kompositör Jules Sylvain, text Åke Söderblom, sång Britta Holmberg
- Det är den stora, stora, stora, stora kärleken, kompositör Jules Sylvain, text Gösta Stevens, instrumental.
- Zeppelin-valsen, kompositör Jules Sylvain och Fred Winter, text Valdemar Dalquist, instrumental.
- I sommarens soliga dagar, text Gustaf Emanuel Johansson, sång Meta Velander
- Skänk en slant till en gammal speleman, kompositör och text Lasse Dahlqvist, instrumental.
- Anderssonskans Kalle, kompositör Arne Stivell och Charles Redland, text Arne Stivell, sång Tord Tjädersten

## VHS och DVD
1988 gavs filmen ut på VHS, i december 2018 gavs filmen ut på DVD av Studio S.